# Донбас (телеканал)
«Донбас» — закритий регіональний телеканал, що входить до ТОВ «Медіа Група Україна».
В його ефірі — програми соціальної спрямованості, новини і ток-шоу, що висвітлюють проблеми східного регіону, розважальні шоу, кінофільми і телесеріали.
На цілодобове мовлення телеканал вийшов 9 листопада 2009 року. Тоді був доступний глядачам у Донецьку, Макіївці, Ясинуватій на частоті 6 ТВК, а також через мережу кабельних операторів. У травні 2011 року канал вийшов на супутникове мовлення через кодований сигнал на Донецьку, Луганську, Запорізьку і Дніпропетровську області. Середня частка телеканалу «Донбас» за 2010 рік склала 2,30 % (за даними GfK Ukraine).

## Власні проєкти
- «Питання влади»
- «Час новин Донбасу»
- «Людський фактор»
- «Донецьк-Live» (не виходить через окупацію Росією Донецька)
- «Гордість Донбасу»
- «Здрастуйте!»
- «Телепазлики»
- «Ти понад усе»
- «Чого хочуть…»
- «PROбізнес»
- «Погода»